# Algeciras
Algeciras is een havenplaats in Andalusië, de zuidelijke regio van Spanje. Het ligt in de provincie Cádiz, dicht bij de stad Gibraltar, en nog net noordelijker dan Tarifa, de meest zuidelijke stad van het Spaanse vasteland. Algeciras ligt aan de Straat van Gibraltar, aan de Middellandse Zee en aan de Baai van Gibraltar. De stad telt 116.917 inwoners (2012) en heeft een van de belangrijkste havens van Spanje.
Het huidige Algeciras is als Al Jazira-Al Hadra (letterlijk: het groene schiereiland) gesticht door de Moorse overheersers van Andalusië (711 - 1492). In Algeciras herinnert het standbeeld van Almanzor, een beroemd krijgsheer die leefde van 940 tot 1002, aan deze episode. In modern Arabisch heet de stad vandaag de dag nog Al Djazira, letterlijk: Het Eiland.

## Demografische ontwikkeling
Bron: INE; 1857-2011: volkstellingen
Opm: Bevolkingscijfers in duizendtallen

## Bezienswaardigheden in en rond Algeciras

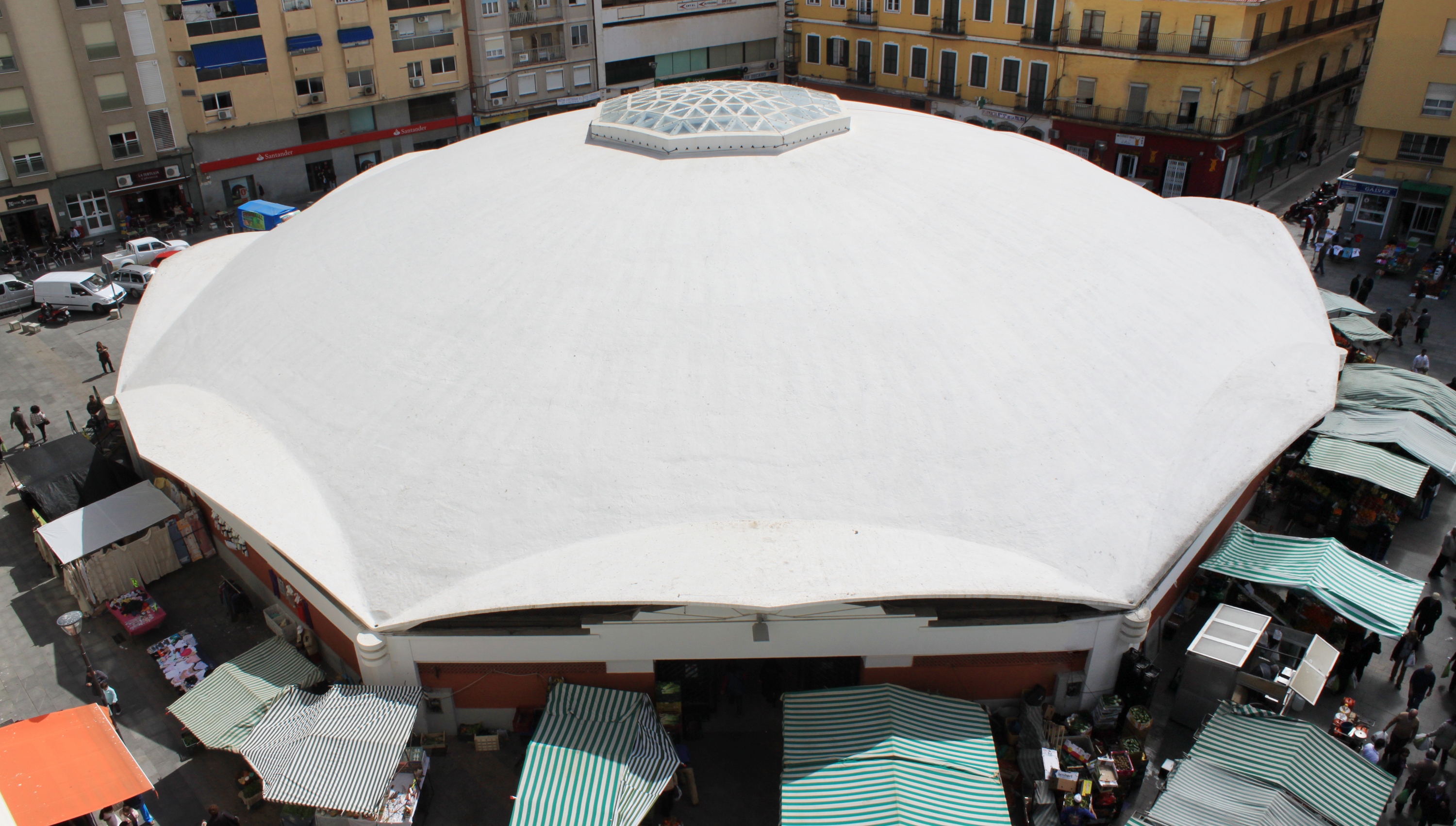
Overdekt marktgebouw

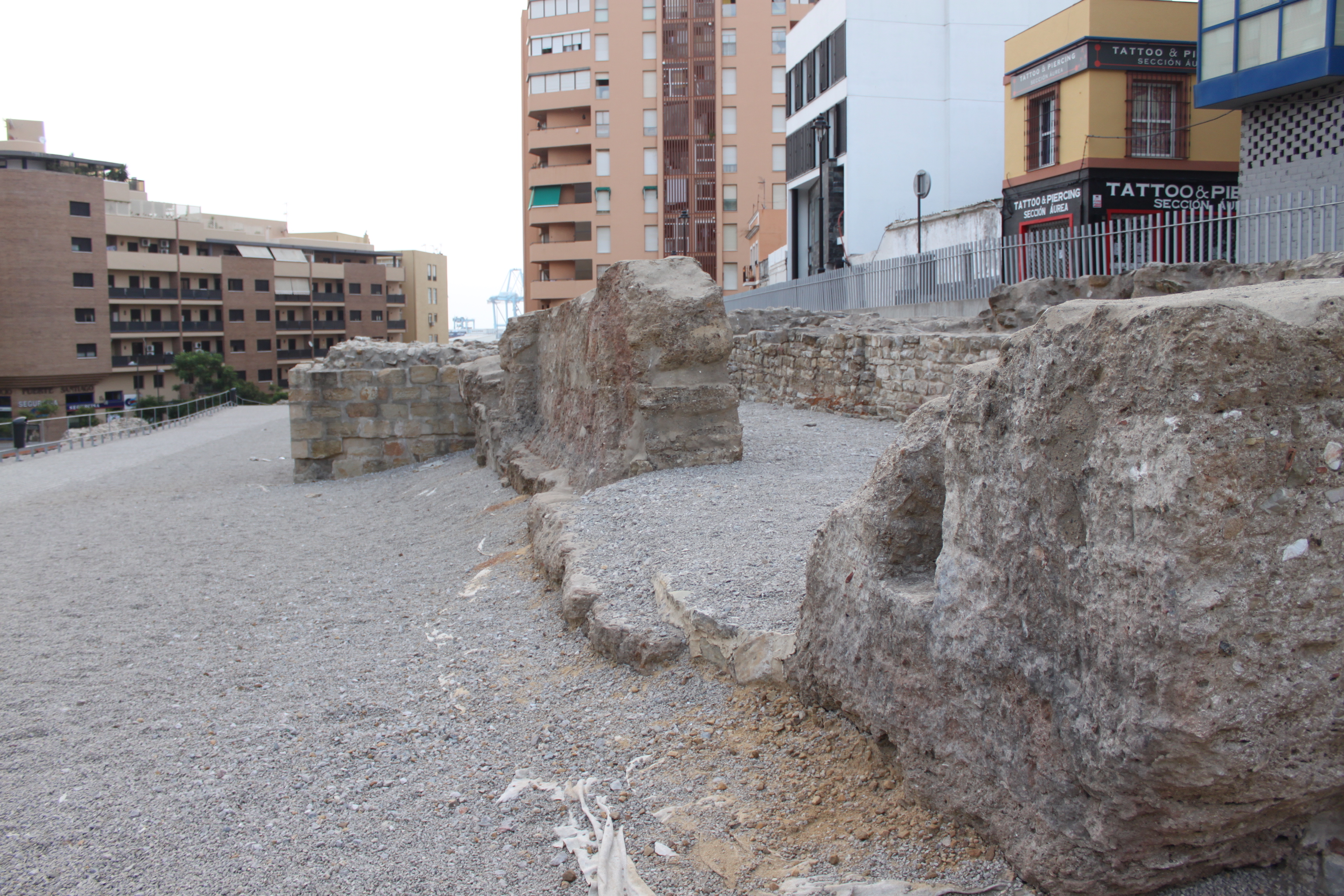
Archeologische vondsten van de muren van Meriniden

- De stad heeft een winkelcentrum, de Plaza de Andalucía, met aanpalende winkelstraten.
- In de stad staat het uit 1936 daterende, achthoekige overdekte marktgebouw Mercado de Abastos (groentemarkt), dat een architecturaal monument is.
- Overblijfselen van stadsmuren uit de dertiende eeuw van de Meriniden (foto).
- De stad bezit enkele bezienswaardige kerkjes en kapellen, vooral daterend uit de 18e eeuw, waaronder de kapel van de Virgen de Europa (O.L. Vrouwe van Europa).
- Op enkele kilometers afstand van de stad zijn er stranden.
- Vanuit Algeciras is Rots van Gibraltar te zien, Gibraltar is in korte tijd met de bus te bereiken.
- Algeciras heeft busverbindingen naar diverse steden in Andalusië, onder meer naar de kuststad Tarifa.

## Transport

### Haven
De haven van Algeciras is een van de drukste ter wereld. Zeer veel mensen die tussen Europa en Afrika reizen, komen langs deze stad. Deze haven is zeer modern, en heeft goede faciliteiten, reisbureautjes, winkeltjes, enzovoorts.
Vanuit Algeciras is er een regelmatige veerverbinding met steden in Afrika,
zoals het Marokkaanse Tanger en de Spaanse exclave Ceuta. Verschillende rederijen verzorgen de verbinding, voor tickets kunnen reizigers terecht in een van de talloze reisbureaus in de stad of in het havengebouw waar eveneens reisbureaus gevestigd zijn.

### Wegvervoer
De Europa-wegen E05 en E15, twee belangrijke noord-zuidverbindingen, eindigen in de Spaanse stad Algeciras.
Tot eind 2005 had Algeciras twee busstations welke in feite weinig anders waren dan een bushalte naast een klein gebouw van waaruit men de kaartjes verkocht. De ene bushalte was vlak bij het treinstation op een soort van binnenplaats bij het hotel Octavia. Deze werd gebruikt door busmaatschappijen die naar bestemmingen reden die verder weg lagen. De andere halte bevond zich in de Avenida Virgen del Carmen, de hoofdweg van Algeciras die langs de haven en het centrum loopt. Deze halte was van het busbedrijf Portillo dat een concessie heeft voor vervoer tussen een aantal steden in de nabijheid van Algeciras. Zo gingen bijvoorbeeld de bussen naar Málaga en Cádiz hiervandaan, wie echter in bijvoorbeeld Sevilla moest zijn, werd weer doorverwezen naar de andere halte omdat die route door een andere maatschappij werd gereden. Deze constructie was vrij onhandig aangezien Algeciras vooral een transitstad is en veel mensen daardoor niet bekend waren met het feit dat er twee haltes bestonden. Dit gaf veel verwarring. Bovendien verkeerden beide haltes in slechte staat en was het met name bij de halte tegenover de haven in de winter en tijdens de avonden vrij onveilig; er hingen junks en zwervers rond en ook zakkenrollers hielden zich regelmatig op voor het vervallen kantoortje van Portillo. Daarom besloot de gemeente om de halte vlak bij het treinstation te renoveren en er een volwaardig busstation van te maken waar iedere maatschappij een plek kreeg. Dit busstation ging in 2006 open en wordt 'San Bernardo' genoemd. De ingang bevindt zich aan de gelijknamige straat, onder een flatgebouw. Er zijn wachtruimtes, een restaurant en toiletten.
Buiten en op de hoofdweg langs de haven bevinden zich tevens taxistandplaatsen, achter het busstation bevindt zich het treinstation van Algeciras.

### Doorreisstad
Doordat veel mensen op doorreis in Algeciras overnachten, zijn er veel hostales
(hotels in de goedkoopste prijsklasse) in deze stad. De meeste daarvan bevinden zich in de straat naar het treinstation en langs de hoofdweg tegenover de haven.

## Geboren in Algeciras
- Almanzor (938-1002), vizier van Al-Andalus
- Adolfo Sánchez Vázquez (1915-2011), Mexicaans schrijver, filosoof en hoogleraar van Spaanse afkomst
- Paco de Lucía (1947-2014), gitarist en componist van flamencomuziek
- Álvaro Morte (1975), Spaans acteur

## Trivia
- De internationale televisiezender Al Jazeera (الجزيرة (al-Ǧazīrä); Arabisch: "het schiereiland") uit Qatar is eigenlijk een naamgenoot van de stad Algeciras.